# Horní Huť
Osada Horní Huť (německy Oberhütten) stávala při česko–bavorské hranici, na levém břehu Černice, na svahu kopce Pod Horní hutí. Po administrativní stránce byla částí Švarcavy.

## Historie
V 17. století byla na tomto místě, tehdy ještě v Bavorsku, vystavěna sklárna a okolo ní vyrostla osada. V průběhu 18. století sklárna zanikla. V roce 1766 došlo k úpravě hranic, takže se Horní Huť stala součástí Čech. K roku 1930 je zde zmiňováno 59 domů, které byly po vysídlení Němců a následném vytvoření hraničního pásma v padesátých letech dvacátého století zbourány. Dnes je místo zcela zarostlé, jediný pozůstatek představuje torzo kříže při cestě na rovněž zaniklou Hraničnou.